# Kalikapur
Kalikapur là một thị trấn thống kê (census town) của quận Pashchimi Singhbhum thuộc bang Jharkhand, Ấn Độ.

## Địa lý
Kalikapur có vị trí 22°37′B 86°17′Đ / 22,62°B 86,28°Đ Nó có độ cao trung bình là 158 mét (518 feet).

## Nhân khẩu
Theo điều tra dân số năm 2001 của Ấn Độ, Kalikapur có dân số 3786 người. Phái nam chiếm 52% tổng số dân và phái nữ chiếm 48%. Kalikapur có tỷ lệ 90% biết đọc biết viết, cao hơn tỷ lệ trung bình toàn quốc là 59,5%: tỷ lệ cho phái nam là 93%, và tỷ lệ cho phái nữ là 87%. Tại Kalikapur, 6% dân số nhỏ hơn 6 tuổi.